# Nazionale maschile di rugby a 7 del Giappone
La nazionale di rugby a 7 del Giappone è la selezione che rappresenta il Giappone a livello internazionale nel rugby a 7.
È una delle nazionali asiatiche maggiormente competitive; partecipa alle World Rugby Sevens Series (sono i padroni di casa dello Japan Sevens), alla Coppa del Mondo di rugby a 7 e ai Giochi asiatici. Il loro miglior risultato ottenuto nella Coppa del Mondo consiste nel raggiungimento dei quarti di finale del Plate.
Il Giappone ha partecipato all'edizione inaugurale del torneo olimpico di rugby 7, in occasione dei Giochi Rio de Janeiro 2016, piazzandosi al 4º posto dopo essere stato sconfitto nella finale per il bronzo dal Sudafrica. Grande sorpresa del torneo, dopo avere avuto la meglio sulla Nuova Zelanda vincendo 14-12 e cedendo solamente 21-19 contro la Gran Bretagna nella fase a gironi, ai quarti di finale la nazionale giapponese ha superato pure la Francia sconfitta 12-7.

## Palmarès
- Giochi asiatici

Bangkok 1998: medaglia d'argento
Doha 2006: medaglia d'oro
Canton 2010: medaglia d'oro
Incheon 2014: medaglia d'oro
Giacarta 2018: medaglia d'argento
- Giochi dell'Asia orientale

Hong Kong 2009: medaglia d'oro

## Partecipazioni ai principali tornei internazionali
- 2016: 4º posto
- 2020: 11º posto
- 2024: 12º posto

- 1993: vincitore Bowl
- 1997: finalista Bowl
- 2001: quarti di finale Plate
- 2005: quarti di finale Plate
- 2009: quarti di finale Bowl
- 2013: finalista Bowl
- 2018: 15º posto

- 1998:  2º posto
- 2002: 4º posto
- 2006:  1º posto
- 2010:  1º posto
- 2014:  1º posto
- 2018:  2º posto